# Софронов, Вячеслав Юрьевич
Вячесла́в Ю́рьевич Софро́нов (род. 10 сентября 1949) — российский писатель и историк. Доктор исторических наук

## Биография
Писать и публиковаться начал с 1989 года. В 1992 году в журнале «Иртыш» (Омск) вышла повесть «Под знаком Рака», затем трилогия — исторический роман «Кучум». На сегодня автор и составитель 12 книг.
По совокупности работ защитил диссертацию в Омске. 
Преподаватель кафедры истории, философии и методик преподавания Тобольского педагогического института имени Д.И. Менделеева (филиала) ТюмГУ.
Член Всероссийского генеалогического общества и Всероссийского общества геральдики.
Женат, четверо детей.

## Общественная позиция
В 2022 году подписал письмо в поддержку российского военного вторжения на Украину.